# オクサナ・スカルディーナ
オクサナ・スカルディーナ（Оксана Скалдина、英：Oxana Skaldina/Oksana Skaldina、1972年5月24日 - ）は、旧ソ連の女子新体操選手。 「新体操を通して綺麗に美しくなりたい」ということで新体操を始める。オクサナ・スカルディナという表記もあり。
- 1989年、世界新体操選手権大会（サラエヴォ）で、個人総合3位でデビュー。
- 1991年、世界新体操選手権大会（アテネ）では、ついに最大のライバルであるアレクサンドラ・ティモシェンコを抑えて個人総合1位となる。
- 1992年、バルセロナオリンピックでは、地元スペイン勢への偏向採点で思うように得点が伸びず個人総合3位。抗議して表彰台でスペイン選手との握手を拒否した。
- 2002年、コーチとして日本体操協会の招聘により「新体操ジュニア選手及び指導者講習会」に来日。

## 略歴
- 1989年、世界新体操選手権大会（サラエヴォ、ユーゴスラビア）（個人総合3位）。
- 1990年、欧州選手権大会（イェーテボリ、スウェーデン）（個人総合3位、種目別:ロープ・フープ・ボール・リボンの4種目で1位）。
- 1990年、ブラザーカップ（個人総合1位）
- 1991年、世界新体操選手権大会（アテネ、ギリシャ）（個人総合1位）。
- 1992年、バルセロナオリンピック（個人総合3位）。